# Powiat Warszawski Zachodni
Der Powiat Warszawski Zachodni (Warschau West) ist ein Powiat (Kreis) in der polnischen Woiwodschaft Masowien. Der westlich an Warschau angrenzende Powiat hat eine Fläche von 533 km², auf der etwa 106.000 Einwohner leben (Stand 2010). Die Bevölkerungsdichte beträgt 187 Einwohner pro km². Der Powiat (Kreis) wurde am 1. Januar 1999 neu gegründet. Bis zum 31. Dezember 2005 befand sich ihre Verwaltung in Warschau.

## Gemeinden
Der Powiat umfasst drei Stadt-und-Land-Gemeinden und vier Landgemeinden.

### Stadt-und-Land-Gemeinden
- Błonie
- Łomianki
- Ożarów Mazowiecki

### Landgemeinden
- Izabelin
- Kampinos
- Leszno
- Stare Babice